# Julie Delpy
Julie Delpy (n. 21 decembrie 1969, Paris, Région parisienne, Franțan. 21 decembrie 1969) este o actriță, scenaristă și cantautoare franceză, care a jucat în peste 30 de filme. Printre acestea se numără Europa Europa (1990), Voyager (1991), Trei Culori: Alb (1993), Înainte de răsărit (1995), An American Werewolf in Paris (1997), Înainte de apus (2004), 2 Days in Paris (2007) și Înainte de miezul nopții (2013). A fost nominalizată la trei Premii César și două Premii Oscar pentru cel mai bun scenariu adaptat. S-a mutat în Statele Unite în 1990, primind cetățenia în 2001.

## Filmografie

### Ca regizoare și scenaristă
- 1995 Blah Blah Blah (scurtmetraj)
- 2002 Looking for Jimmy
- 2004 J'ai peur, j'ai mal, je meurs (scurtmetraj)
- 2007 Two Days in Paris
- 2009 La Comtesse (The Countess)
- 2011 Le Skylab
- 2012 Two Days in New York
- 2015 Lolo
- 2021 My Zoe
- 2021 On the Verge (serial TV)
- 2024 Les Barbares

### Ca actriță
| An   | Titlu                                                           | Rol                   | Note |
| ---- | --------------------------------------------------------------- | --------------------- | --- |
| 1978 | Guerres civiles en France                                       |                       | Credited as Julie Pillet Segment La semaine sanglante |
| 1982 | Niveau moins trois                                              |                       | Scurtmetraj |
| 1985 | Classique                                                       |                       | Scurtmetraj |
| 1985 | Détective                                                       | Wise young girl       | |
| 1985 | L'Amour ou presque                                              | Melie                 | |
| 1986 | Mauvais Sang                                                    | Lise                  | English: Bad Blood Nominalizare—César Award for Most Promising Actress |
| 1987 | Beatrice                                                        | Beatrice de Cortemart | French: La Passion Béatrice Nominated—César Award for Most Promising Actress |
| 1987 | King Lear                                                       | Virginia (nem.)       | |
| 1988 | L'autre nuit                                                    | Marie                 | |
| 1989 | La noche oscura                                                 | Virgin Mary           | English: The Dark Night |
| 1989 | Trouble                                                         |                       | Short film |
| 1990 | Europa Europa                                                   | Leni                  | |
| 1991 | Les dents de ma mère                                            | Julie                 | Short film |
| 1991 | Voyager                                                         | Sabeth                | Nominated—European Film Award for Best Actress |
| 1992 | Warsaw - Year 5703                                              | Fryda                 | |
| 1993 | The Three Musketeers                                            | Constance             | |
| 1993 | Younger and Younger                                             | Melodie               | |
| 1993 | Killing Zoe                                                     | Zoe                   | |
| 1993 | Trei culori: Albastru (Three Colors: Blue)                      | Dominique (cameo)     | |
| 1994 | Trei culori: Alb (Three Colors: White)                          | Dominique             | |
| 1994 | Trei culori: Roșu (Three Colors: Red)                           | Dominique (cameo)     | |
| 1995 | Blah Blah Blah                                                  | Short film            | Also as writer, director, and producer |
| 1995 | Before Sunrise                                                  | Céline                | Nominated—MTV Movie Award for Best Kiss |
| 1996 | Tykho Moon                                                      | Lena                  | |
| 1997 | Les mille merveilles de l'univers                               | Eva Purpur            | English: The Thousand Wonders of the Universe |
| 1997 | Coșmarul unui american la Paris (An American Werewolf in Paris) | Serafine Pigot        | |
| 1997 | Alleys and Motorways                                            |                       | Video |
| 1998 | The Treat                                                       | Francesca             | |
| 1998 | L.A. Without a Map                                              | Julie                 | |
| 1998 | Crime and Punishment                                            | Sonia                 | Television film |
| 1999 | True Love                                                       |                       | Television film |
| 1999 | The Passion of Ayn Rand                                         | Barbara Branden       | Television film |
| 1999 | But I'm a Cheerleader                                           | Lipstick Lesbian      | |
| 2000 | Sand                                                            | Lill                  | |
| 2001 | Investigating Sex                                               | Chloe                 | Also known as Intimate Affairs |
| 2001 | MacArthur Park                                                  | Wendy                 | |
| 2001 | Waking Life                                                     | Céline                | |
| 2001 | Beginner's Luck                                                 | Anya                  | |
| 2001 | Spitalul de urgență (serial)                                    | Nicole                | Television program, 7 episodes |
| 2002 | Villa des roses                                                 | Louise Creteur        | |
| 2002 | Looking for Jimmy                                               | Al                    | Also as writer, director, and producer |
| 2002 | CinéMagique                                                     | Marguerite            | Disney Theme Park Attraction |
| 2003 | Notting Hill Anxiety Festival                                   | Charlotte             | |
| 2004 | Before Sunset                                                   | Céline                | Also as writer and composer Empire Award for Best Actress San Francisco Film Critics Circle Award for Best Actress Nominated—National Society of Film Critics Award for Best Actress Nominated—Online Film Critics Society Award for Best Actress Nominated—Los Angeles Film Critics Association Award for Best Actress |
| 2004 | Frankenstein                                                    | Caroline Frankenstein | Miniseries |
| 2005 | Broken Flowers                                                  | Sherry                | |
| 2006 | The Legend of Lucy Keyes                                        | Jeanne Cooley         | |
| 2006 | The Hoax                                                        | Nina van Pallandt     | |
| 2006 | Guilty Hearts                                                   | Charlotte             | |
| 2007 | The Air I Breathe                                               | Gina                  | |
| 2007 | 2 Days in Paris                                                 | Marion                | Also as writer, director, and producer |
| 2009 | The Countess                                                    | Erzsébet Báthory      | Also as writer, director, and producer |
| 2011 | Skylab                                                          | Anna                  | Also as writer and director |
| 2012 | 2 Days in New York                                              | Marion                | Also as writer and director |
| 2013 | Before Midnight                                                 | Céline                | Nominated—Detroit Film Critics Society Award for Best Actress Nominated—Dublin Film Critics' Circle Award for Best Actress Nominated—Golden Globe Award for Best Actress in a Motion Picture – Comedy or Musical Nominated—Guardian Film Award for Best Actor Nominated—Independent Spirit Award for Best Female Lead Nominated—National Society of Film Critics Award for Best Actress (Runner-Up) Nominated—Online Film Critics Society Award for Best Actress Nominated—Toronto Film Critics Association Award for Best Actress |
| 2015 | Răzbunătorii: Sub semnul lui Ultron                             | Madame B.             | Cameo Appearance |
| 2015 | Lolo                                                            | Violette              | Also as writer and director |
| 2016 | Wiener-Dog                                                      | Dina                  | |
| 2017 | The Bachelors                                                   | Carine                | |